# محمد نجادمهدي
محمد نجاد مهدي ((بالفارسية: محمد نژادمهدی)؛ من مواليد 20 أكتوبر 1992) هو مدافع كرة قدم إيراني يلعب حاليا في نادي كرة القدم الإيراني ذوب آهن في دوري المحترفين الإيراني.

## مسيرته مع الأندية

### نساجي مازندران
بدأ نجادمهدي حياته المهنية مع نساجي مازندران من مستويات الشباب. اعتبارا من صيف 2012 تم ترقيته إلى الفريق الأول. قضى موسمين مع نساجي وسجل 4 مرات في 33 مباراة.

### بديده
انضم إلى بديده في صيف 2014 بعقد لمدة سنتين. بدأ أول مباراة له مع بديده ضد نفط مسجد سليمان كأساسي في الدوري الإيراني للمحترفين 2014—15. لعب كظهير أيمن في بديده بينما كان يستخدم عادة كقلب دفاع في نساجي.

### ذوب آهن
في 27 يونيو 2015 انضم إلى ذوب آهن بعقد لمدة ثلاثة مواسم والذي يبقيه حتى نهاية موسم 2017–18 مع الجانب الأصفهاني.

## التكريمات
ذوب آهن
- كأس حذفي (1): 2015–16
- كأس السوبر الإيراني (1): 2016